# In the Shadow of the Stars
In the Shadow of the Stars is een met een Oscar beloonde Amerikaanse documentaire uit 1991 van regisseurs Allie Light en Irving Saraf.

## Inhoud
In the Shadow of the Stars gaat over het lange,voor de meesten niet af te leggen pad naar de hogere regionen van de operawereld. De documentaire richt zich op de zangers en zangeressen in opera's die niet op de voorgrond treden, maar op de achtergrond het plaatje volmaken voor de sterren van het moment. Er is met name aandacht voor een aantal homoseksuele koorleden van de San Francisco Opera.
De volledige versie van In the Shadow of the Stars duurt 93 minuten.

## Prijzen
- Academy Award voor Beste Documentaire

## Dvd
In the Shadow of the Stars kwam op 30 augustus 2005 in de Verenigde Staten op dvd uit.